# Czeglédy Sándor (színművész)
Czeglédy Sándor (Cegléd, 1924. június 2. – Budapest, 1984. június 1.) magyar színész.

## Életpályája
Színészi pályáját vidéki színházaknál kezdte. 1954-től a Békéscsabai Jókai Színház tagja volt. 1961-ben a Veszprémi Petőfi Színház alapító tagja volt; 1984-ig itt játszott.
A színház budapesti vendégjátékán játszotta utoljára a Misszionárius szerepét Dürrenmatt darabjában. Epizódszerepekben gyakran foglalkoztatott, igen megbecsült tagja volt a színháznak.
Sírja a Farkasréti temetőben található.

## Színházi szerepei
- Tamási Áron: Hullámzó vőlegény....Czintos Bálint
- Móricz Zsigmond: Odysseus bolyongásai....Eumaios
- Hauptmann: A bunda....Krüger
- William Shakespeare: Macbeth....Orvos
- Dóczy Lajos: A csók....Fidelio
- William Shakespeare: A makrancos hölgy....Vincentino
- Szirmai Albert: Mágnás Miska....Pixi
- Gogol: Revizor....Zemljanyika
- Karinthy Ferenc: Házszentelő....Dr. Váradi Endre
- Wilde: Eszményi férj....Lord Caversham
- Németh László: Széchenyi....Gutherz dr.
- Kálmán Imre: Montmartrei-ibolya....Frascatti
- Móricz Zsigmond: Kismadár....Tanító
- Tolsztoj-Piscator: Háború és béke....Szergej Kuzmics
- Dürrenmatt: A fizikusok....Oscar Rose

## Filmjei
- A szívroham (1964)
- Doktor Senki (1977)
- Ingyenélők (1979)
- Napforduló (1979)
- Megbízható úriember (1981)[5]